# Presnoy
Presnoy é uma comuna francesa na região administrativa do Centro, no departamento Loiret. Estende-se por uma área de 7,61 km². Em 2010 a comuna tinha 251 habitantes (densidade: 33 hab./km²).